# Marjorie Main

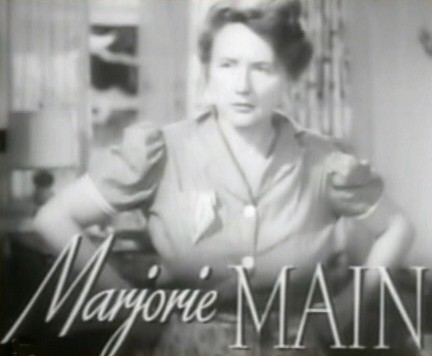
Marjorie Main i trailern till Kvinnorna 1939.

Marjorie Main, född Mary Tomlinson 24 februari 1890 i Acton, Indiana, död 10 april 1975 i Los Angeles, Kalifornien, var en amerikansk skådespelare. 
Tomlinson var under 1930-talet verksam på Broadway och medverkade från 1929-1957 i över 80 filmer. År 1948 nominerades hon till en Oscar i kategorin Bästa kvinnliga biroll för sin insats i Ägget och jag. År 1957 nominerades hon till en Golden Globe Award för sin biroll i Folket i den lyckliga dalen.

## Filmografi i urval
- 1937 – I skyskrapornas skugga
- 1937 – Stella Dallas
- 1938 – Hjältar av idag
- 1939 – Kvinnorna
- 1939 – Gäckande skuggan kommer tillbaka
- 1941 – En kvinnas ansikte
- 1941 – Fräck och fågelfri
- 1941 – Skogarnas dotter
- 1943 – Himlen kan vänta
- 1944 – Vi mötas i St. Louis
- 1947 – Ägget och jag
- 1951 – Sköna juveler
- 1956 – Folket i den lyckliga dalen